# Aubrey Dollar
Aubrey Dollar est une actrice américaine née le 23 septembre 1980 à Raleigh, Caroline du Nord.

## Biographie
Elle est une actrice, connue pour Petit mensonge et grand mariage (en) (2013), Petites Confidences (à ma psy) (2005) et Playboy à saisir (2006). Elle a participé à de nombreuses séries comme le Women's Murder Club. Elle a étudié à l'Université de Boston.

### Vie privée
Sa sœur est l'actrice Caroline Dollar (en).

## Filmographie

### Cinéma
- 1992 : Les Démons du maïs 2 : Le Sacrifice final (Children of the Corn II: The Final Sacrifice) de David F. Price : Naomi Johnson
- 1995 : La Colo des gourmands (Heavy Weights) de Steven Brill : Une fille
- 1995 : Other Voices, Other Rooms de David Rocksavage : Idabell Thompkins
- 2002 : The Perfect You (en) de Matthew Miller : Gina
- 2005 : Petites Confidences (à ma psy) (Prime) de Ben Younger : Michelle
- 2005 : Backseat de Bruce Van Dusen : Shelle
- 2006 : Playboy à saisir (Failure to Launch) de Tom Dey : Serveuse de la pizzeria
- 2006 : Née pour danser 2 (Save the Last Dance 2) de David Petrarca : Zoe
- 2011 : The Best Man for the Job de Joshua Zeman : Diane
- 2012 : See Girl Run (en) de Nate Meyer : Becky
- 2013 : Petit mensonge et grand mariage (en) (One Small Hitch) de John Burgess: Molly Mahoney

### Télévision

#### Séries télévisées
- 1995 : American Gothic : Janice (saison 1, épisode 8)
- 1999-2000 : Dawson (Dawson's Creek) : Marcy Bender (5 épisodes)
- 2001 : On the Road Again : Kara (saison 1, épisode 6)
- 2002 : The Education of Max Bickford : Nancy (saison 1, épisode 12)
- 2003 : Haine et Passion (Guiding Light) : Marina Cooper (5 épisodes)
- 2005-2006 : Point Pleasant, entre le bien et le mal : Judy Kramer (13 épisodes)
- 2007-2008 : Women's Murder Club : Cindy Thomas (13 épisodes)
- 2009 : Cupid : Robin 'Peaches' Peachtree (saison 1, épisode 5)
- 2010 : Ugly Betty : Marisa (saison 4, épisode 14 : L'incendie)
- 2011 : The Good Wife : Zoe Gilman  (saison 2, épisode 21 : En Souffrance)
- 2011 : Person of Interest : Marie Klein (saison 1, épisode 8 : Passage à l'ouest)
- 2012 : Blue Bloods : Sandy Huffman (saison 2, épisode 13 : Les Voix du Seigneur)
- 2012 : Weeds : Joanna Jacobs (saison 8, épisode 9 et 10)
- 2012 : 666 Park Avenue : Annie Morgan (saison 1, épisode 3 et 4)
- 2015 : Battle Creek : Holly Dale (13 épisodes)
- dès 2020 : Filthy Rich : Rose Monreaux

#### Téléfilms
- 1995 : Mariage criminel (Murderous Intent) de Gregory Goodell : Lisa Talbot
- 1996 : Pour le meilleur et pour le pire (Kiss and Tell) de Andy Wolk : Candy Striper
- 2000 : Students vs. School Violence de David Capps Creech : ?
- 2001 : Amy & Isabelle (en) de Lloyd Kramer : Karen Keane
- 2002 : Danger : avalanche ! (Trapped: Buried Alive) de Doug Campbell : Paige
- 2006 : Hard Luck de Mario Van Peebles : Rainn
- 2012 : Happy Valley de Adam Shankman : Hope